# Bezirk Ādaži (2006–2021)
Der Bezirk Ādaži (Ādažu novads) war ein Bezirk im Zentrum Lettlands nördlich der Hauptstadt Riga in der historischen Landschaft Vidzeme, der von 2006 bis 2021 existierte. Bei der Verwaltungsreform 2021 wurde der Bezirk in einen neuen, größeren Bezirk Ādaži überführt.

## Geographie
Der Bezirk war reich an Seen und Waldgebieten. Im Süden des Gebiets befand sich ein Teil des Baltezers (Weißer See). Der Unterlauf der Gauja durchläuft das Gebiet. Zu besonderen Schutzgebieten wurden 1999 die Seen Lieluika und Mazuika erklärt, da an diesen seltene Pflanzenarten vorkommen. Seit 2004 gehört die schützenswerte Landschaft zum Netz Natura 2000.
Im Nordosten des Gebiets erstreckt sich das „Polygon von Ādaži“ (Ādažu poligons), eine der größten Militärbasen des Baltikums.

## Geschichte
Der Bezirk entstand im Jahre 2006, als die elf Gemeinden (pagasts) Alderi, Atari, Āņi, Baltezers, Birznieki, Divezeri, Eimuri, Iļķene, Garkalne, Kadaga und Stapriņi sowie das Verwaltungszentrum Ādaži im Bezirk (novads) Ādaži aufgingen.

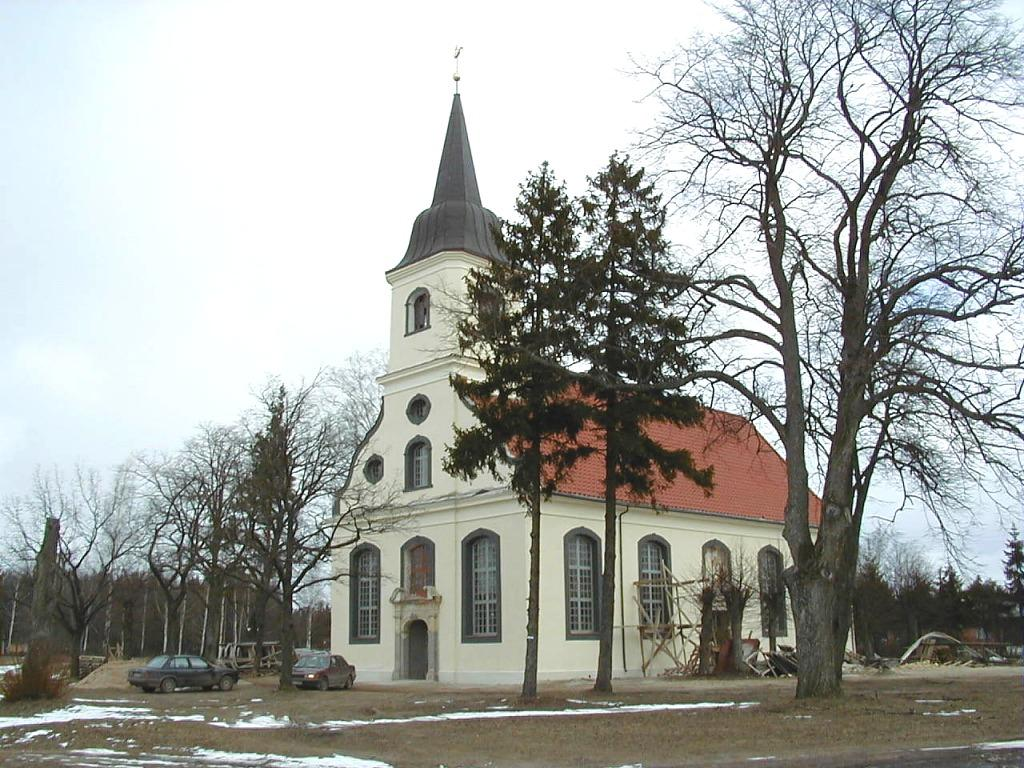
Lutherische Kirche in Baltezers, erbaut 1772
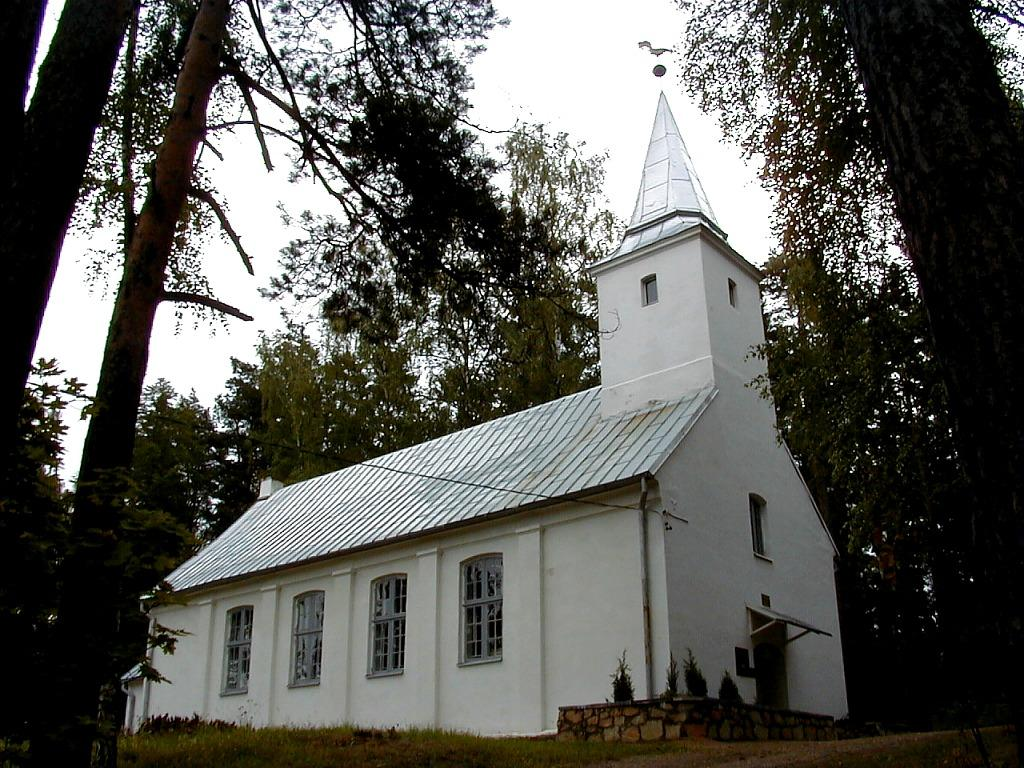
Lutherische Kirche Garkalne, erbaut 1848

## Bevölkerung
Im Jahre 2020 zählte der Bezirk Ādaži 11.625 Einwohner. Aufgrund der Nähe zur Hauptstadt Riga entwickelten sich in den meisten Ortschaften des Bezirks Neubaugebiete. Infolgedessen stieg die Einwohnerzahl des Bezirks seit dessen Gründung stetig.